# Muscolo retto inferiore
Il muscolo retto inferiore è uno dei sei muscoli striati che consente il movimento del bulbo oculare.
Presenta una lunghezza complessiva di circa 40 mm, e presenta un margine d'inserzione lievemente obliquo di circa 6,5 mm.

## Origine e inserzioni
Esso origina dall'anello tendineo di Zinn, nella zona inferiore, sotto al forame ottico. Passando al di sotto della parte inferiore del bulbo oculare (al di sopra della parete orbitaria) ed incrociando il muscolo obliquo inferiore, la cui unione delle due guaine contribuisce a formare il legamento sospensore di Lookwood, si va a portare sulla faccia inferiore della sclera. Prende, inoltre, inserzione sul margine inferiore della cavità orbitaria mediante tendini di ancoraggio (questo accorgimento anatomico fa sì che il muscolo retto non causi, contraendosi, una retrazione del globo oculare: enoftalmo).

## Innervazione
Il muscolo retto inferiore è innervato dal III paio dei nervi cranici (nervo oculomotore).

## Vascolarizzazione
È irrorato da un ramo dell'arteria oftalmica e dall'arteria infraorbitaria.

## Azione
La sua contrazione determina un abbassamento dell'occhio (abbassamento con adduzione ed intrarotazione).